# Madho Singh II
Madho Singh II (Isarda, 28 agosto 1862 – Jaipur, 7 settembre 1922) è stato un principe indiano.
Fu Maharaja di Jaipur dal 1880 al 1922.

## Biografia

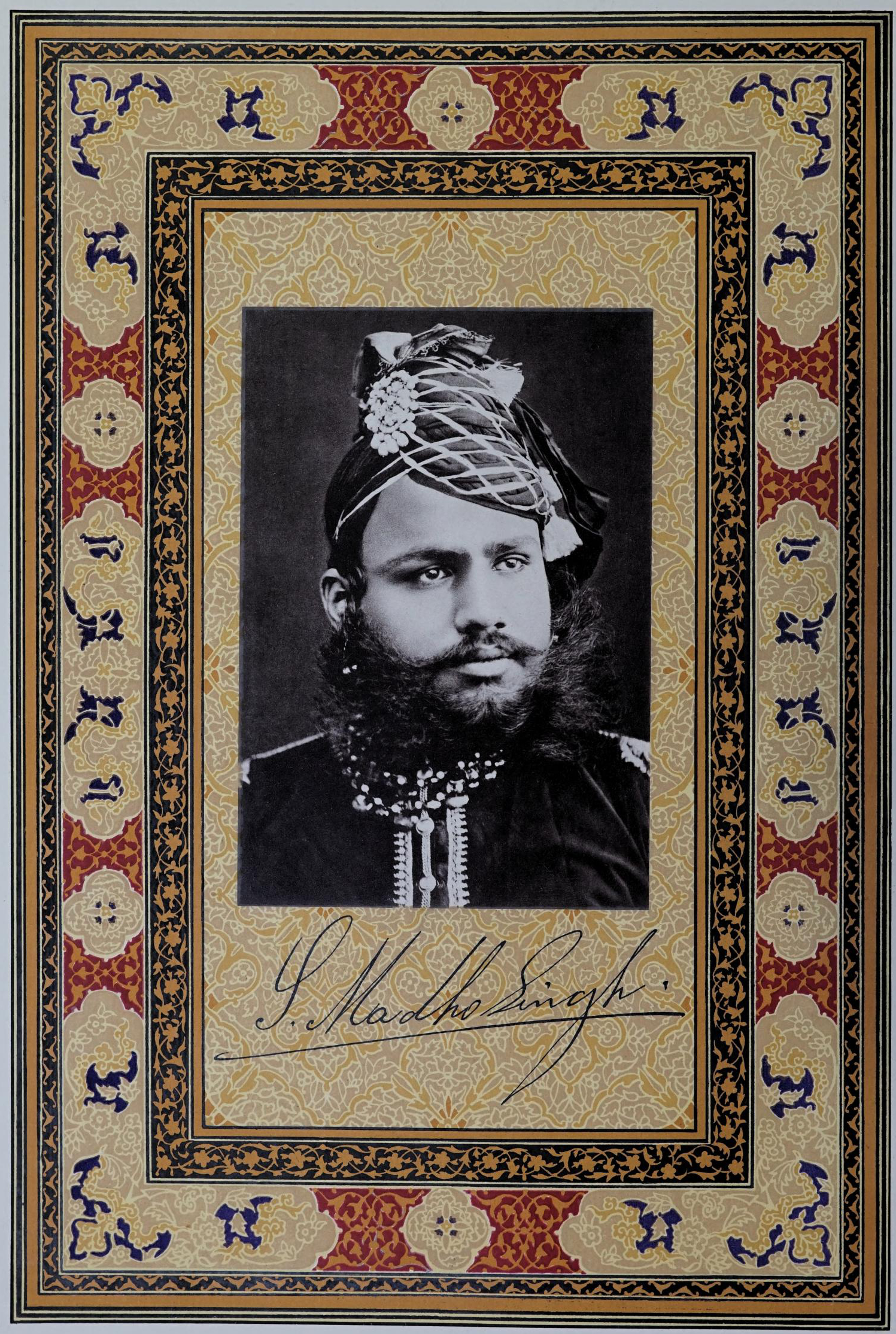
Il maharaja in una foto del 1883 circa

Nacque col nome di Kaim Singh, ed era figlio secondogenito del Thakur di Isardha, capo provinciale legato alla casa regnante di Jaipur. Dopo la morte del padre, in disputa col fratello maggiore per la successione, il giovane Kaim fu esiliato e ridotto in povertà. Trovò lavoro come stalliere nella scuderia del Nawab di Tonk.
Il suo destino cambiò radicalmente al suo incontro col guru Brahmachari Giridhari Sharan, di cui divenne discepolo, e che lo fece incontrare con il maharaja Ram Singh II di Jaipur.Il Maharaja Ram non aveva eredi, e quando nel 1880 morì, sul suo letto di morte prescelse il diciottenne Kaim a succedergli. Kaim sposò poco dopo la figlia del rao Budhpal Singh di Ummargarh.
Da maharaja del grande e prospero stato di Jaipur, Madho Singh seguì idee più moderne nei settori dell'educazione e della sanità per far progredire il proprio paese. Costruì scuole, collegi, ospedali e anche un museo. Quando la carestia colpì il suo stato nel 1896-1897 e nuovamente nel 1899-1900, utilizzò i fondi di stato per nutrire la popolazione. Si appellò al viceré inglese Lord Curzon, per dare inizio ad un fondo di emergenza contro le carestie che inaugurò con una sua donazione di 113.000 sterline.
Singh fu un sovrano fedele alla corona britannica, inviando truppe appiedate e cavalieri a schierarsi con gli inglesi a Chitral nel 1894–1895, nella campagna di Tirah del 1897–1898 e nella seconda guerra anglo-boera in Sudafrica. Nella prima guerra mondiale, inviò un contingente di uomini e una mitragliatrice ad assistere gli inglesi nella campagna della Mesopotamia a sue spese.
Singh ottenne il grado onorifico di maggiore generale dell'esercito inglese e venne ricoperto di onori.
Nel 1921 adottò il figlio secondogenito del Thakur di Isarda, la cui moglie era imparentata con una delle sue mogli. Morì nel 1922 e gli succedette il figlio adottivo, Man Singh II.

## Onorificenze

### Posizioni militari onorarie
| Forza militare      | Unità    | Posizione         | Anno |
| ------------------- | -------- | ----------------- | ---- |
| British Indian Army | Esercito | Maggiore generale | 1911 |